# 1027
| [ Edytuj tabelę ]              |                                           |
| Król Polski                    | - 1025 Mieszko II Lambert 1031            |
| Król Angkoru                   | - 1010 Surjawarman I 1048                 |
| Król Anglii                    | - 1014 Knut Wielki 1035                   |
| Hrabia Aragonii i król Nawarry | - 1000 Sancho III Wielki 1035             |
| Hrabia Barcelony               | - 1017 Berengar Rajmund I 1035            |
| Książę Bawarii                 | - 1026 Henryk VI 1041                     |
| Książę Burgundii               | - 1016 Henryk I 1032                      |
| Cesarz Bizancjum               | - 1025 Konstantyn VIII 1028               |
| Cesarz Chin                    | - 1022 Song Renzong 1063                  |
| Książę Czech                   | - 1012 Oldrzych 1033                      |
| Król Danii                     | - 1018 Knut Wielki 1035                   |
| Władca Egiptu                  | - 1021 Az-Zahir 1036                      |
| Król Francji                   | - 996 Robert II Pobożny 1031              |
| Król Gruzji                    | - 1014 Jerzy I 1027 - 1027 Bagrat IV 1072 |
| Hrabia Holandii                | - 993 Dirk III 1039                       |
| Cesarz Japonii                 | - 1016 Go-Ichijō 1036                     |
| Kalif                          | - 991 Al-Kadir 1031                       |
| Hrabia Kastylii                | - 1017 Garcia II Sanchez 1029             |
| Król Kastylii                  | - 1000 Sancho III 1035                    |
| Wielki książę Kijowa           | - 1019 Jarosław Mądry 1054                |
| Patriarcha Konstantynopola     | - 1025 Aleksy I Studyta 1043              |
| Władca Korei                   | - 1009 Hyŏnjong 1031                      |
| Król Leónu                     | - 999 Alfons V 1028                       |
| Król Norwegii                  | - 1016 Olaf II Haraldsson 1028            |
| Hrabia Palatynatu              | - 994 Ezzon 1034                          |
| Papież                         | - 1024 Jan XIX 1032                       |
| Hrabia Portugalii              | - 1017 Nuno I i Ilduara Mendes 1028       |
| Cesarz rzymski (niemiecki)     | - 1027 Konrad II 1039                     |
| Książę Saksonii                | - 1011 Bernard II 1059                    |
| Król Szkocji                   | - 1005 Malcolm II 1034                    |
| Król Szwecji                   | - 1022 Anund Jakub 1050                   |
| Doża Wenecji                   | - 1026 Pietro Barbolano 1032              |
| Król Węgier                    | - 1000 Stefan I Święty 1038               |

Rok 1027 / MXXVII
stulecia: X wiek ~
XI wiek ~
XII wiek

lata: 1017 «
1022 «
1023 «
1024 «
1025 «
1026 «
1027
» 1028
» 1029
» 1030
» 1031
» 1032
» 1037

## Wydarzenia na świecie
- 26 marca – papież Jan XIX koronował króla Niemiec Konrada II na cesarza rzymskiego.
- 14 maja – w katedrze w Reims Henryk I został koronowany vivente rege na króla Francji.

## Urodzili się
- Światosław II, wielki książę kijowski (zm. 1076)

## Zmarli
- 19 czerwca – Święty Romuald, założyciel zakonu kamedułów (ur. ok. 951)
- 28 sierpnia - Ryszard II Dobry, książę Normandii (ur. 963)
- data dzienna nieznana :
  - Dayang Jingxuan, chiński mistrz chan szkoły caodong (ur. 943)
  - Hipolit, arcybiskup gnieźnieński (ur. ?)